# Lago Teslin
O lago Teslin é um lago que se estende ao longo da fronteira entre a Colúmbia Britânica e o Yukon, no Canadá.

## Descrição
Este lago apresenta um comprimento de 120 km (75 milhas) por uma largura de 5 km (3 mi). Este lençol de água faz parte de um grupo de lagos localizados entre o noroeste da Colúmbia Britânica e do Yukon, perto do Panhandle do Alasca, que inclui também o lago Atlin e o lago Tagish, conjunto a que é dado o nome de Lagos do Sul, e que forma o extremo sul da Bacia do Rio Yukon.
O lago é alimentado por vários rios, entre os quais o rio Jennings a [este e o rio Teslin.
Várias reservas indígenas estão localizadas nas margens do lago, incluindo a comunidade de Teslin, localizada onde lago faz fronteira com a Autoestrada do Alasca.